# Crookwell River
Der Crookwell River ist ein kleiner Fluss im australischen Bundesstaat New South Wales. 
Er entspringt südlich von Crookwell im Hochland von New South Wales, einem südlichen Ausläufer der Great Dividing Range. Er fließt zunächst nach Norden durch die Stadt Crookwell und wendet seinen Lauf dann nach Nordwesten, wo er in den Lachlan River mündet.